# تانغ رنجيان
تانغ رنجيان (في اللغة الصينية: 唐仁健؛ في نظام بينيين: Táng Rénjiàn; من مواليد أغسطس 1962) هو سياسي صيني يشغل حاليًا منصب حاكم مقاطعة قانسو. شغل سابقًا منصب نائب مدير مكتب المجموعة المركزية للشؤون المالية والاقتصادية، ونائب رئيس منطقة قوانغشي ذاتية الحكم لقومية تشوانغ.

## السيرة الشخصية
ولد تانغ رنجيان في أغسطس 1962 في تشونغتشينغ. في مارس 1983، تخرج من جامعة ساوثويسترن المالية والاقتصادية. في وقت لاحق التحق بوزارة الزراعة. في عام 1998، انتقل إلى مكتب المجموعة المركزية للشؤون المالية والاقتصادية، وأصبح المشرف عليها.
في عام 2014، تم تعيين تانغ نائبًا لرئيس اقليم قوانغشي. في عام 2015، تم تعيينه نائبًا تنفيذيًا لرئيس مجلس الإدارة. في عام 2016، عاد إلى مكتب المجموعة المركزية للشؤون المالية والاقتصادية، وأصبح نائب المدير. تم تعيينه حاكمًا بالإنابة لمقاطعة قانسو في عام 2017.